# Колби, Энн Гордон
Энн Гордон Колби (англ. Anne Gordon Colby Vanderbilt; 1909—1974) — светская дама, жена Уильяма Генри Вандербильт III, представителя семейства Вандербильтов.

## Биография
Родилась 24 мая 1909 года в городе Уэст-Ориндж, штат Нью-Джерси, в семье Эверетта Колби и его жены Эдит Летиции Хайд.
Она окончила школу Фокскрофт в 1925 году и вышла в свет в 1927 году. 27 декабря 1929 года вышла замуж за Уильяма Генри Вандербильта. Свадьба прошла в Уэст-Ориндже в родительском доме Энн.
Супруги жили на ферме Вандербильта Окленд (Oakland Farm) в Портсмуте, штат Род-Айленд. Миссис Вандербильт стала активным участником социальных дел на острове Акуиднек, а затем приняла участие в политической карьере своего мужа. Он был избран в Сенат штата Род-Айленд, где проработал шесть лет (1929—1935), а затем взял отпуск, чтобы побыть с заболевшей женой. После её выздоровления он вернулся в политическую жизнь и успешно баллотировался на пост губернатора Род-Айленда в 1938 году, отбыв один двухлетний срок в 1939—1941 годах. После поражения на следующих выборах губернатора Вандербильты переехали в Уильямстаун, штат Массачусетс, где продолжали свою жизнь.
В семье у них родились дети:
- Энн Вандербильт (1931—2014),
- Элси Вандербильт (род. 1933),
- Уильям Вандербильт IV (род. 1945).

Умерла 27 февраля 1974 года на Манхэттене в Нью-Йорке. Была похоронена на кладбище Вудлон в Бронксе, Нью-Йорк.